# JCMsuite
JCMsuite és un paquet de programari d'anàlisi d'elements finits per a la simulació i anàlisi d'ones electromagnètiques, elasticitat i conducció de calor. També permet un acoblament mutu entre els seus solucionadors òptics, de conducció tèrmica i de mecànica contínua. El programari s'aplica principalment per a l'anàlisi i optimització de sistemes nanoòptics i microòptics. Les seves aplicacions en projectes d'investigació i desenvolupament inclouen sistemes de metrologia dimensional, sistemes fotolitogràfics, fibres de cristall fotònic, VCSEL, emissors de punts quàntics, atrapament de llum en cèl·lules solars, i sistemes plasmònics. Les tasques de disseny es poden incrustar als llenguatges de script d'alt nivell MATLAB i Python, permetent un script de configuracions de disseny per tal de definir problemes dependents dels paràmetres o executar exploracions de paràmetres.

## Classes de problemes
JCMsuite permet tractar diversos models físics (classes de problemes):

### Dispersió òptica
Els problemes de dispersió són problemes, on es dona la geometria de l'índex de refracció dels objectes, es coneixen les ones incidents i (possiblement) les fonts interiors i s'ha de calcular la resposta de l'estructura en termes d'ones reflectides, refractes i difractes. El sistema es descriu per l'equació de Maxwell harmònica en el temps
{\displaystyle \nabla \times \mu ^{-1}\nabla \times \mathbf {E} -\omega ^{2}\epsilon \mathbf {E} =-i\omega \mathbf {J} }
{\displaystyle \nabla \cdot \epsilon \mathbf {E} =0}

### Disseny de guies d'ones òptiques
Les guies d'ones són estructures que són invariants en una dimensió espacial (per exemple, en direcció z) i s'estructuren arbitràriament en les altres dues dimensions. Per calcular els modes de guia d'ona, l'equació de rínxol-rínxol de Maxwell es resol de la següent forma
{\displaystyle \nabla \times \mu ^{-1}\nabla \times \mathbf {E} =\epsilon \omega ^{2}\mathbf {E} }
{\displaystyle \mathbf {E} =\mathbf {E} (x,y)e^{ik_{z}z}.}

### Ressonàncies òptiques
Els problemes de ressonància són problemes en 1D, 2D o 3D on es dona la geometria de l'índex de refracció dels objectes ressonants i les freqüències angulars. {\displaystyle \omega } i s'han de calcular els camps de ressonància corresponents. No hi ha ones incidents ni fonts interiors presents. JCMsuite determina parells de {\displaystyle \mathbf {E} } i {\displaystyle \omega } o {\displaystyle \mathbf {H} } i {\displaystyle \omega } complint l'equació de rínxol-rínxol de Maxwell harmònica de temps, p. ex.,
{\displaystyle \nabla \times \mu ^{-1}\nabla \times \mathbf {E} =\epsilon \omega ^{2}\mathbf {E} }
{\displaystyle \nabla \cdot \epsilon \mathbf {E} =0}

### Conducció de calor
Les pèrdues ohmiques del camp electromagnètic poden provocar un escalfament, que es distribueix per l'objecte i modifica l'índex de refracció de l'estructura. La distribució de la temperatura {\displaystyle T} dins d'un cos es regeix per l'equació de calor
{\displaystyle \partial _{t}\left(c\rho T\right)=\nabla \cdot k\nabla T+q}

## Mètode numèric
JCMsuite es basa en el mètode dels elements finits. Els detalls de la implementació numèrica s'han publicat en diverses contribucions, per exemple El rendiment dels mètodes s'ha comparat amb mètodes alternatius en diversos punts de referència, per exemple A causa de l'alta precisió numèrica possible, s'ha utilitzat JCMsuite com a referència per als resultats obtinguts amb mètodes analítics (aproximats).